# Abraham Kipyatich
Abraham Kapsis Kipyatich (né le 10 mai 1993) est un athlète kényan, spécialiste des courses de fond.

## Biographie
Le 7 décembre 2013, Abraham Kipyatich remporte la Course de l'Escalade, course populaire à Genève, en Suisse, dans le temps de 20 min 55 s.
Le 5 octobre 2014, il remporte la course Morat-Fribourg en 50 min 28 s et améliore le précédent record de l'épreuve de 50 secondes tenu jusque-là par le Néo-Zélandais Jonathan Wyatt. Le 6 décembre 2014, il s'impose une deuxième fois à la Course de l'Escalade dans le temps de 20 min 56 s devant le Suisse Tadesse Abraham.
Le 3 octobre 2015, Kipyatich se classe 2e de Morat-Fribourg en 52 min 5 s battu par son compatriote Bett Kiplangat.
Le 10 septembre 2016, il remporte le Grand Prix de Prague dans le temps de 27 min 40 s.

## Palmarès
| Année | Compétition          | Lieu     | Place | Épreuve          |
| ----- | -------------------- | -------- | ----- | ---------------- |
| 2013  | Course de l'Escalade | Genève   | 1er   | Course populaire |
| 2014  | Morat-Fribourg       | Fribourg | 1er   | Course populaire |
| 2014  | Course de l'Escalade | Genève   | 1er   | Course populaire |
| 2014  | Course Titzé de Noël | Sion     | 1er   | Course populaire |
| 2015  | Morat-Fribourg       | Fribourg | 2e    | Course populaire |
| 2016  | Grand Prix de Prague | Prague   | 1er   | 10 kilomètres    |

## Records
| Épreuve       | Performance | Lieu   | Date              |
| ------------- | ----------- | ------ | ----------------- |
| 10 kilomètres | 27 min 40 s | Prague | 10 septembre 2016 |